# Євген фон Альборі
Євген фон Альборі (нім. Eugen Maria Vincenz Anton Albori; 27 грудня 1838, Котор — 5 вересня 1915, Відень) — австро–угорський офіцер, генерал піхоти, член таємної ради, почесний шеф 89–піхотного полку Збройних сил Австро–Угорщини.

## Життєпис
Євген фон Альборі народився в Которі, де його батько, який походив з давньої венеціанської родини, працював головою регіонального суду. Після закінчення Терезіанської військової академії у Вінер–Нойштадті у вересні 1857 року він був прикомандирований до Тірольського імператорського єгерського полку в чині унтерлейтенанта, де 28 травня 1859 року отримав звання лейтенанта. Під час служби в полку Альборі брав участь у військових конфліктах на півночі Італії в рамках Сардинської війни, де кілька разів відзначився як ад'ютант батальйону. Особливо відзначившись в битві під Маджентою він отримав Хрест «За військові заслуги» з бойовими відзнаками.
Після навчання в Імператорсько-королівській військовій школі Відня він був переведений до 18-го фельд'єгерського батальйону в званні оберлейтенанта та прикомандирований до Генерального штабу. 23 серпня 1864 р. отримав звання гауптмана 2 рангу, а 4 травня 1866 року — гауптмана 1 рангу. Під час німецької війни 1866 року він обіймав посаду офіцера генерального штабу в Книні (Далмація). 10 жовтня 1868 року Альборі був переведений до Терезіанської військової академії інструктором з тактики та історії поведінки лідерів і написав теоретичні трактати з обох тем.
У листопаді 1872 року отримав спеціальне підвищення в званні до майора Генерального штабу і був призначений до Генерального штабу 4-ї піхотної дивізії в Брно. Наступного року, у травні, він став командувачем 32–го фельд'єгерського батальйону поблизу Відня. Цей підрозділ часто використовувався для парадів під час Всесвітньої виставки у Відні, де Євген фон Альборі отримав багато іноземних медалей як командир. У травні 1876 року він отримав звання підполковника і призначений начальником штабу командуючого генерала в Трієсті. У вересні того ж року він був головою австро-угорської делегації, яка мала спостерігати за великими пруссько-саксонськими маневрами. Через два місяці його відправили до Міжнародної прикордонної комісії, яка мала врегулювати кордон між Чорногорією та Османською імперією. Під час цих важких переговорів він зміг відзначитися як успішний дипломат, що принесло йому іноземне визнання.
Під час окупації Австро–Угорщиною Боснії і Герцеговини в 1878 році він обіймав посаду начальника генерального штабу 7–ї піхотної дивізії під командуванням генерала герцога Вільгельма Вюртемберзького і брав участь у битві при Рогелє та Яйце 5 серпня 1878 року. У вересні того ж року призначений начальником генерального штабу 13–го армійського корпусу і брав участь у 3–денному бою за місто Ключ, а також в оточенні та бомбардуванні Ливно. Після капітуляції міста Євген фон Альборі отримав звання полковника генерального штабу (1 листопада 1878 року). Під час кампанії в Боснії та Герцеговині Альборі отримав кілька нагород, а також отримав звання барона (29 березня 1880 року). Крім того, місто Сараєво зробило його почесним громадянином. У 1881 році Євген був членом делегації австро–угорського Генерального штабу, яка спостерігала за великими маневрами у Франції. Після повернення був призначений начальником управління оперативної та спеціальної роботи Генерального штабу, що зробило його правою рукою начальника Генерального штабу Фрідріха фон Бек–Ржиковського. На цій посаді Альборі пробув до жовтня 1884 року, а після прийняв командування 72–ю піхотною бригадою в Загребі. У березні 1887 року, вже отримавши звання генерал-майора, він прийняв командування 60-ю піхотною бригадою. Від 18 серпня 1889 року командував 15–ю піхотною дивізією в Мішкольці, після чого 1 листопада 1889 року отримав звання фельдмаршал–лейтенанта. 12 травня 1893 року він отримав посаду командира 28–ї піхотної дивізії. Наступною посадою, яку займав Альборі, було заступник командира 2–го армійського корпусу.
З 1895 році призначений почесним шефом 89–піхотного полку Збройних сил Австро–Угорщини. 25 жовтня 1897 року отримав звання фельдцейхмейстра.
3 грудня 1903 року Євген фон Альборі прийняв командування 15-м армійським корпусом у Сараєво, що автоматично зробило його головою уряду в Боснії та Герцеговині
Оскільки у нього не було власних дітей, він передав баронський титул і герб своєму братові Йоганну, який жив із родиною як бізнесмен і землевласник у Трієсті. 18 квітня 1906 року імператор Франц Йосиф схвалив передачу статусу барона та герба Євгена Фрайхера фон Альборі його братові, оптовику Йоганну фон Альборі, який також народився в Которі.
У червні 1907 року, отримавши чергове військове звання генерала піхоти, Євген був призначений генеральним інспектором військ. Згодом він оселився у Відні, де його єдина робота була в Товаристві Білого Хреста. Його остаточно обрали президентом у 1913 році. Генерал піхоти Євген фон Альборі помер 5 вересня 1915 року у Відні.

## Нагороди
Австро–Угорщина:
- Великий хрест австрійського імператорського ордена Леопольда з лицарським хрестом;
- Орден Залізної корони 1 класу;
- Хрест «За військові заслуги» з діамантами та бойовими відзнаками (1907);
- Бронзова медаль «За військові заслуги» на червоній стрічці;
- Військова медаль;
- Офіцерський Хрест «За вислугу років»;
- Бронзова ювілейна пам'ятна медаль для збройних сил;
- Військовий ювілейний хрест;[1]

Королівство Пруссія:
- Великий хрест Ордена Червоного орла (24.10.1903);
- Великий хрест Ордена Вюртемберзької корони (18.04.1903);
- Великий хрест Ордена Фрідріха (13.04.1897);

Саксонське королівство:
- Орден Альберта командора ІІ класу (06.01.1883);

Франція:
- Офіцер Ордена Почесного легіону;
- Орден Лева і Сонця IV ступеня;

Османська імперія:
- Орден «Османіє» І ступеня (08.04.1905);

Румунське королівство:
- Великий хрест Ордена Корони Румунії;

Італійське королівство:
- Командор Ордена Святих Маврикія та Лазаря;

Чорногорія:
- Командор Ордена князя Данила I (1876);

Королівство Сербія:
- Орден Таковського хреста 2 класу (1876);

Російська імперія:
- Орден Святого Станіслава 3 ступеня;